# Gastropessi
La  gastropessi è un intervento chirurgico con cui lo stomaco viene suturato con la parete addominale. Tale procedura esiste anche in medicina veterinaria ed è eseguita specialmente in cani e bovini.

## Indicazioni
La gastropessi è indicata per:
- Ernia iatale
- Dislocazione abomasale